# 荒井泰治

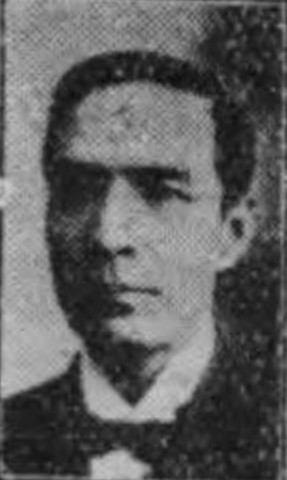
荒井泰治

荒井泰治（1861年6月23日—1927年3月3日），日本陸奧國（今仙臺）人，社會運動家、實業家、政治人物。曾任仙北輕便鐵道株式會社、打狗整地株式會社、臺灣殖産株式會社、臺灣製帽合資會社社長、打狗土地株式會社、仙臺瓦斯株式會社、臺灣肥料株式會社、臺灣商工銀行取締役、臺灣日日新報社、水戶瓦斯株式會社、仙臺米穀取引所、臺灣瓦斯株式會社、臺灣海産産業株式會社、臺灣石鹼株式會社監査役、新竹製腦株式會社、新竹電燈株式會社、東北實業銀行相談役、南昌洋行經理。

## 生平
荒井泰治在文久元年（1861年）和曆五月十六日出生於陸奧國，為士族荒井盛行長男。年少時曾進入社會運動家中江兆民開設的私塾，1879年參與團體仙台義會，1880年赴東京求學，後任《橫濱每日新聞》、《東京輿論雜誌》等報章雜誌的記者、立憲改進黨本部書記長。1886年，受擔任日本銀行副總裁的同鄉富田鐵之助之邀，任日本銀行秘書，1889年隨富田下台而離職，轉任鐘淵紡績株式會社、東京商品取引所、富士紡績株式會社等企業的總經理。
1899年以三美路商會台北支店長的身分來台，12月與賀田金三郎、金子圭介、山下秀實等人成立臺灣貯蓄銀行，並擔任該行經理。1908年擔任鹽水港製糖株式會社社長，任內向朝鮮與南滿擴大事業，後任臺東拓殖株式會社社長、芳釀株式會社取締役、南滿製糖會社社長等職，並在中國創立製麻會社，製造麻袋、麻布等產品，亦於滿州設立甜菜製糖會社。
1909年，荒井離台返回故鄉仙台，臨別前於梅屋敷舉行宴會慶祝，邀請許多仕紳及官員參加。回國後創立北海道電力株式會社，並參與定山溪溫泉之開發。1912年在小牛田至石卷之間鋪設一條輕便鐵道（即今之石卷線），並擔任仙北輕便鐵道株式會社社長，1913年擔任大正生命保險株式會社創始幹部。
1911年，因年繳3千300餘圓國稅，被任命為宮城縣貴族院多額納稅議員，後於1918年9月退休，任仙臺商業會議所特別議員。1927年病逝於東京。